# Pseudosphex
Pseudosphex é um gênero de traça pertencente à família Arctiidae.